# Bruno Duarte da Silva
Bruno Duarte da Silva, meglio conosciuto come Bruno Duarte o Bruno (San Paolo, 24 marzo 1996), è un calciatore brasiliano, attaccante della Stella Rossa.

## Palmarès

### Club

#### Competizioni nazionali
- Campionato serbo: 1

Stella Rossa: 2024-2025
- Coppa di Serbia: 1

Stella Rossa: 2024-2025

### Individuale
- Capocannoniere della Coppa di Lega portoghese: 1

2021-2022 (3 reti)